# Erwin Baumann (Politiker)
Erwin Baumann (* 20. Oktober 1963 in Villach) ist ein österreichischer Politiker (FPÖ).

## Leben
Erwin Baumann erlernte das Handwerk eines Fleischers und war von 2001 bis 2014 leitender Angestellter bei einem Handelshaus für Gastronomie in Villach.
Im April 2025 wurde ihm der Führerschein wegen Alkohols am Steuer vorübergehend abgenommen.

## Politik
Im Jahr 1989 wurde Baumann Mitglied der Freiheitlichen in Villach. Im Jahr 2014 übernahm er die Stadtpartei Villach und wurde zum Stadtrat gewählt. Seither setzt er sich als Referent für die Wasserversorgung, Land- und Forstwirtschaft und den Bereich der stadteigenen Wohnungen ein.
2021 wurde er zum Landesparteiobmannstellvertreter der FPÖ Kärnten gewählt und wurde somit Mitglied der FPÖ Bundesparteileitung.
Im Jahr 2023 wird er in den Kärntner Landtag gewählt.